# 로빈 후드 (1973년 영화)
《로빈 훗》(Robin Hood)은 1973년 월트 디즈니 프로덕션이 제작하고 부에나 비스타 배급사가 배급한 미국 애니메이션 음악 모험 코미디 영화이다. 볼프강 레이더먼이 제작 및 감독을 맡았으며, 영국 민간 설화 《로빈 후드》를 바탕으로 한다. 의인화된 동물들이 사는 세계를 배경으로, 이야기는 로빈 훗, 리틀 존, 노팅엄 주민들이 존 왕의 과도한 세금에 맞서 싸우고, 로빈 후드가 메이드 메리언의 마음을 얻는 모험을 다룬다. 브라이언 베드퍼드, 필 해리스, 피터 유스티노프, 팻 버트램, 모니카 에반스, 테리-토머스, 로저 밀러, 캐럴 셸리가 목소리 연기를 맡았다.
《로빈 후드》 설화를 애니메이션 영화로 각색하려는 아이디어는 《백설 공주와 일곱 난쟁이》(1937년) 개봉 이후 월트 디즈니가 여우 레나드의 이야기에 관심을 가지면서 시작되었다. 이 아이디어는 수십 년 동안 여러 차례 보류되었다. 1968년, 켄 앤더슨은 인간 대신 의인화된 동물을 사용하여 여우 레나드의 아이디어를 통합한 로빈 후드 영화 각색을 제안했다. 이 프로젝트는 승인되어 완전히 "월트 이후"(post-Walt)의 첫 애니메이션 작품이자 완전히 인간이 아닌 캐스트로 구성된 최초의 작품이 되었다.
《로빈 훗》은 1973년 11월 8일에 개봉하였다. 이 영화는 평론가들로부터 혼합된 평가를 받았지만, 500만 달러의 제작 예산에 전 세계적으로 3,300만 달러의 수익을 올리며 흥행에 성공했다. 일부 회고적 리뷰에서는 이전 디즈니 영화에서 재활용된 애니메이션의 과도한 사용을 비판했지만, 영화의 평판은 시간이 지남에 따라 긍정적으로 성장했으며 이후 컬트 클래식이 되었다.

## 줄거리
음유시인 앨런-어-데일이 이야기를 들려준다. 셔우드 숲을 지나던 로빈 훗과 리틀 존은 노팅엄의 행정관과 그의 궁수들에게 붙잡힐 뻔한 위기를 간신히 모면한다. 그들은 오만하고 탐욕스러우며 미성숙한 존 왕이 숲을 통과할 예정임을 알게 된다. 그들은 왕의 마차를 강탈하여 왕을 당혹스럽게 만들고, 왕은 복수를 약속한다. 로빈과 리틀 존은 왕의 재산을 굶주리고 과도한 세금에 시달리는 노팅엄 마을 주민들에게 나눠준다. 로빈은 또한 어린 토끼 스키피에게 생일 선물로 모자와 활을 준다. 활을 시험해보던 스키피는 실수로 화살을 존 왕 성의 안뜰에 쏘아 버린다. 화살을 찾으러 가던 스키피와 그의 친구들은 메이드 메리언과 그의 시녀 레이디 클럭을 만난다. 스키피의 모자는 메리언에게 로빈 훗을 떠올리게 하고, 그녀는 그들이 어린 시절 연인이었다고 밝힌다. 그녀는 로빈이 자신을 여전히 기억하는지 궁금해한다.
한편, 로빈은 자신과 리틀 존의 숲속 은신처에서 메리언을 생각하고 있다. 지역 사제인 턱 수사는 존 왕이 양궁 대회를 개최할 것이며, 대상은 메이드 메리언의 키스가 될 것이라는 소식을 전한다. 로빈과 리틀 존은 각각 데본셔의 황새와 처트니 공작으로 변장하여 대회에서 우승한다. 그러나 존 왕은 로빈의 변장을 간파하고 그에게 사형을 선고한다. 메리언은 로빈의 목숨을 구해달라고 애원한다. 그들이 서로에 대한 사랑을 고백하는 동안, 리틀 존은 존 왕의 등에 단검을 대고 위협하여 로빈을 풀어주게 한다. 갑자기 노팅엄 행정관이 개입하고, 존 왕은 다시 로빈의 죽음을 명령한다. 노팅엄 마을 주민들은 존 왕의 병사들과 싸운다. 싸움 중에 로빈은 메리언에게 청혼하고, 그녀는 이를 받아들인다. 로빈, 메리언, 레이디 클럭, 리틀 존은 탈출한다.
로빈과 메리언은 로맨틱한 저녁을 보내지만, 노팅엄 마을 주민들의 파티로 방해받는다. 그들은 "잉글랜드의 가짜 왕"이라는 노래를 부르며 존 왕의 사기와 무능함을 노래한다. 이 노래는 존 왕의 고문들 사이에서도 인기를 얻는다. 분노한 왕은 마을 주민들의 세금을 세 배로 인상하고, 돈이 떨어진 모든 주민들은 곧 감옥에 갇힌다. 이제 텅 빈 턱 수사의 교회를 방문한 행정관은 헌금함에서 금화 하나를 가져간다. 턱 수사가 동전을 되찾으려 하자, 그는 반역죄로 체포된다. 존 왕은 로빈 훗을 함정에 빠뜨리기 위한 미끼로 그의 처형을 명령한다.
처형 전날 밤, 로빈과 리틀 존은 감옥에 침입한다. 그들은 마을 주민들을 풀어주고, 주민들은 존 왕의 재산을 가지고 달아난다. 명목상 왕의 부관이지만 사실상 그의 대리 희생양인 히스 경은 탈출을 막으려고 성을 깨우려 한다. 마을 주민들은 탈출하지만, 로빈은 스키피의 여동생 태갈롱을 구하다가 갇힌다. 행정관은 횃불을 든 채 로빈을 쫓아 성에 불을 지른다. 코너에 몰린 로빈은 탑에서 해자로 뛰어들어 존 왕의 궁수들을 피한다. 히스 경은 어머니의 성이 파괴된 결과를 가져온 음모에 대해 존 왕을 비판한다. 격분한 왕은 불길 속에서 히스를 쫓는다.
이후, 리처드 왕이 십자군 원정에서 돌아온다. 그는 존 왕, 히스 경, 그리고 노팅엄 행정관을 감옥에 가두고, 로빈 훗을 사면하며 마을 주민들의 세금을 탕감해 준다. 로빈과 메리언은 결혼하여 함께 떠난다.

## 출연

### 목소리 출연
- 브라이언 베드퍼드 - 로빈 훗
- 팻 버트램 - 노팅엄 행정관
- 앤디 더바인 - 턱 수사
- 필 해리스 - 리틀 존
- 조지 린지
- 테리-토머스 - 히스 경
- 피터 유스티노프 - 존 왕자
- 모니카 에반스 - 메리언
- 캐럴 셸리

## 기타
- 미술: 스티븐스 클리프 노드버그
- 미술: 버니 매틴슨
- 미술: 									Eric Larson ' (미술)
- 미술: 돈 블루스
- 미술: 데일 베어
- 미술: 프레드 헬미치
- 캐릭터애니메이터: 할 킹

## 한국판 성우진 (VIDEO, DVD)
- 이규화 - 로빈 후드
- 김진태 - 리틀 존
- 설영범 - 존 왕자
- 박조호 - 해설

## 음악
- "Whistle-Stop"
- "Oo De Lally"
- "Love"
- "The Phony King of England"
- "Not In Nottingham"